# NGC 1362
NGC 1362 é uma galáxia lenticular localizada na direcção da constelação de Eridanus. Possui uma declinação de -20° 16' 56" e uma ascensão recta de 3 horas, 33 minutos e 53,0 segundos.
A galáxia NGC 1362 foi descoberta em 19 de Dezembro de 1799 por William Herschel.